# ترور اسمیت (ورزشکار)
ترور اسمیت (انگلیسی: Trevor Smith؛ زادهٔ ۱۵ آوریل ۱۹۴۹) بازیکن هاکی روی چمن اهل استرالیا است.